# Růže světa
Růže Světa je stěžejní dílo ruského básníka a myslitele Daniila Andrejeva (1906–1959); též stejnojmenné nábožensko-filosofické učení.

## Koncepce Růže Světa
V rámci světové kultury je koncepce Růže Světa unikátním jevem a představuje originální uchopení a výklad uspořádání světa, filosofie života, dějin a budoucnosti lidstva[zdroj?].

## Vztah Růže Světa k jiným světonázorovým koncepcím
Pro Růži Světa je typická především převaha uplatnění nejvyšších požadavků mravního ideálu a principů nejvyšší etiky na jedince i společnost jako celek[zdroj?]. V tomto směru spojuje Růže Světa to nejlepší z náboženského a filosofického myšlení dosavadních epoch[zdroj?].

## Vztah k náboženství
Podle Růže Světa jsou Bůh a stvořitelské síly pravé síly dobra, a to ze své podstaty a nejen podle názvu. Z nich nepocházejí ani nemoci, ani utrpení, ani smrt, ani trest, je jim cizí prahnutí po moci a touha totálně kontrolovat svět. Proti Zlu stojí nekompromisně a s plnou silou. Činnost protibožských sil, jejich boj s principem dobra – to je pravá příčina lidského utrpení, jak na tomto, tak i na onom světě, důvod dlouhých období při evoluci forem života, příčina tragédie světa zvířat, který nedokázal dosáhnout úrovně rozumu. Zlo, zlá vůle přítomná v části živých stvoření není žádnou „dialektickou ani jinou nutností“ a nemůže být ničím obhájena.
Mravní principy „Bůh je světlo a není v něm žádné tmy“, „Bůh je láska“ byly vyhlášeny již v knihách Nového zákona. Ale Starý zákon a dogmatika konfesí historického křesťanství jim protiřečí ze samé své podstaty; vnější shoda a souhlas obou principů se děje jen pomocí svévolného ztotožnění Dobra a těch věcí, které ve skutečnosti splňují všechna kritéria Zla.
Učení Růže Světa přesvědčivě řeší problém teodiceji, tedy otázku zodpovědnosti Boha za přítomnost zla a utrpení ve světě. Myšlenku Boží „všemohoucnosti“ (přesněji suverénní moci, a to nejen aktuální, která by mohla být podmínečně omezena z vlastního rozhodnutí, ale i potenciální vše-moci) Růže Světa zcela odmítá. Podle této koncepce Bůh-Prvostvořitel nedrží svět v podřízenosti a nekontroluje duchovní podstatu monád nebo jejich stvořitelské dílo. Záměr Božstva vzhledem ke stvoření světa se realizuje pouze prostřednictvím sakrální přirozenosti tvořivých monád a nikoliv zabezpečením jejich „kontroly“.
Růže Světa rovněž odmítá ideje vlastní abrahámovskému náboženskému myšlení o podřízenosti a poddání se vůli Boží. Podle tohoto učení Bůh od nikoho neočekává podřízenost a neřídí individuální osudy lidí. Člověk má především směřovat k ideálu dobra; to automaticky znamená dobrovolné a ničím nevynucené následování vůle Boží a všech s Bohem spojených sil vůlí člověka.
V Růži Světa je kladen výjimečný důraz na tvorbu a rozvoj tvůrčích sil každé osobnosti. Všechny živé bytosti jsou potenciálními tvůrci, demiurgy stvoření.
Růže Světa představuje středovou polohu mezi spiritualismem a uznáním božské podstaty hmoty. Neuznává extrémní názory manicheismu, gnosticismu, buddhismu nebo mnišské a asketické odmítání světa v křesťanství. Spolu s tím rozeznává ve světě upadlou přírodu, v níž působí temné principy, a varuje před nebezpečím rozbití duše tělesnými instinkty. Myšlenka „útěku ze světa“ bez ohledu na duchovní základy této snahy není mravně obhajitelná a skrývá v sobě nebezpečí egoismu osobního spasení.
Velká světová náboženství jsou všechna v Růži Světa vnímána jako dobro poskytnuté lidem, přičemž jejich rozvoj je chápán jako završený proces. Nemají již potenci nových myšlenek, schopných oslovit masy – zvláště v podmínkách nové epochy vědecko-technického pokroku, mnohonásobně rozšiřujícího lidské představy o světě a odhalující principiální neslučitelnost s představami a postuláty prakticky všech starých náboženství.
V ideálním případě by se z Růže Světa měla zrodit univerzální Církev-společenství, jež by se snažilo shromáždit kolem sebe tradiční náboženství[zdroj?].

## Vztah ke křesťanství
Ačkoliv se Růže Světa vyhýbá polemice s různými myšlenkami a postoji historického křesťanství, její učení do jisté míry problematizuje řadu tvrzení v Písmu – výtky jsou směřovány hlavně vůči dogmatice, vzniklé v průběhu historického procesu.
V oblasti historiosofie, nebo přesněji metahistorie tento systém hlouběji rozpracovává myšlenku o nedokončenosti a tragickém přerušení poslání Ježíše Krista na zemi, jehož cílem nebyla smrt, ale proměna lidstva – duchovní, mravní a celé fyzické podstaty a veškerého biologického života. To bylo ono Království Boží na zemi, o jehož přiblížení hovoří Kristus v evangeliích. Podle Růže Světa byl první Kristův příchod nedostatečný, a z důvodu nutné přeměny lidstva je nezbytný jeho druhý příchod.

## Vztah k živočišné říši
Růži Světa odlišuje od historického křesťanství etická hloubka ve vztahu ke světu zvířat, která je vlastní hinduismu a buddhismu. Metafyzické pojetí zvířat je však zcela jiné. Zvířata podle této koncepce nejsou jakousi vzniklou či stvořenou nižší formou života, do které může v budoucím životě upadnout i člověk, obtížený špatnými skutky. Růže Světa přináší vlastní vysvětlení tragédie živočišné říše, a to takové – což je důležité –, které není v rozporu s vědeckými poznatky.

## Pohled na vědu a pokrok
Základní postuláty Růže Světa neprotiřečí empirické realitě a vědou uznaným faktům – mnoha nitkami jsou s touto skutečností spojeny, objasňují ji a mnohé vědecké objevy jsou zde předpovídány. Některá tvrzení Růže Světa podporují nejnovější archeologické nálezy.

## Boj dobra a zla
Růže Světa pouze nekonstatuje fakt boje dobra a zla na tomto světě, ale popisuje, jakým způsobem tento boj probíhá a jak se odráží v lidských dějinách. Metahistorická metoda obsažená v tomto učení se snaží objasnit smysl lidské historie – politické i kulturní – a dává jej do souvislosti s množstvím konkrétních historických faktů, a to až do dnešní doby. Z přijetí těchto myšlenek vyplývá negativní hodnocení globálních procesů a tendencí posledních desetiletí v oblasti politiky, kultury a společenské morálky.

## Poslání
Na základě myšlenek, jež jsou v Růži Světa obsaženy, a jež mají potenciál proměnit lidský život, by mělo dojít k novému, světlému, duchovně-náboženskému vzestupu člověka, a to na základě obrody jeho náboženských, mravních a obecně lidských kvalit.